# Петруха, Юлия
Юлия Петруха (пол. Julia Pietrucha; род. 17 марта 1989, Варшава) — польская актриса, певица и фотомодель.

## Биография
Юлия Петруха родилась 17 марта 1989 года в Варшаве, Польша. У неё есть старшая сестра Наталья и младшая сестра Габриэла, которая также является актрисой и играла вместе с Юлией в сериале ««Л» значит Любовь». Юлия окончила среднюю школу Стефана Батория в Варшаве. Начала свою карьеру в театре в 2000 году. В 2002 году завоевала титул «Miss Teen Poland». В 2005 году начала карьеру киноактрисы с роли в польском телесериале «Пансионат».
В 2009 году Юлия участвовала в XVIII Международном кинофоруме «Золотой витязь».
После нескольких лет работы в кино и на телевидении в Польше и трех рабочих визитов в США для моделирования, в 2011 году она дебютировала в голливудском фильме «Проклятье Штирии», вышедшем в прокат в 2014 году.
В 2012 году снялась в рекламе «Olay», одного из брендов компании «Procter & Gamble».

## Фильмография
| Год       |    | Русское название     | Оригинальное название | Роль                       |
| --------- | -- | -------------------- | --------------------- | -------------------------- |
| 2005—2006 | с  | Пансионат            | Pensjonat Pod Róza    | Кася Статкевич             |
| 2006      | с  | Любите меня, любите! | Kochaj mnie, kochaj!  | Юлька                      |
| 2007      | ф  | Тестостерон          | Testosteron           | молодая мать Тито          |
| 2007      | ф  | Надежда              | Nadzieja              | девушка в телефонной будке |
| 2007      | тф | Завтра пойдём в кино | Jutro idziemy do kina | Зося                       |
| 2007      | тф | Регина               | Regina                | Кинга Строх                |
| 2008      | ф  | Дамочки              | Lejdis                | девушка                    |
| 2008      | с  | 39 с половиной       | 39 i pól              | Мися                       |
| 2008—2011 | с  | «Л» значит Любовь    | M jak milosc          | Аля Станишевска            |
| 2009      | ф  | Аир                  | Tatarak               | Халинка                    |
| 2009      | с  | Сейчас или никогда!  | Teraz albo nigdy!     | Кая                        |
| 2009      | ф  | Город у моря         | Miasto z morza        | Лука Конка                 |
| 2009      | с  | Отмеченный           | Naznaczony            | Наталия                    |
| 2010      | ф  | Танцы для тебя       | Dancing for You       | Виолетта                   |
| 2010—2013 | с  | Блондинка            | Blondynka             | Сильвия Кубус              |
| 2012      | с  | Галерея              | Galeria               | Анита                      |
| 2014      | с  | Отец Матеуш          | Ojciec Mateusz        | Моника Дебовска            |
| 2014      | ф  | Проклятье Штирии     | The Curse of Styria   | Кармилла                   |
| 2016      | ф  |                      | A Sailor Lost         | Кася                       |